# Iwao Takamoto
Iwao Takamoto (1925. április 29. – 2007. január 8.) japán-amerikai animátor, producer, rendező. 1945-től a Disneynél, majd 1961-től a Hanna-Barbera rajzfilmcégnél munkálkodott, az ő ötletének köszönhetően született meg Scooby-Doo kultikus figurája.

## Élete
Apja Hirosimában vesztette életét az 1945-ös atomtámadás következtében. Ezt követően Amerikába költöztek, s ott telepedtek le. Itt Iwaot érdekelni kezdte a rajzfilmművészet. Különösen szerette a dán dog kutyákat, ennek köszönhetően alkotta meg Astrot, a Jetson család kutyáját és a mindenki számára ismertté vált Scooby-Doot. a Élete során két gyermeke Michael Takamoto és Leslie Stern született. 2007. január 8-án, három héttel Joseph Barbera halála után távozott el.

## Közreműködései

### Disney
- 101 kiskutya
- Csipkerózsika
- Hamupipőke
- Susi és Tekergő

### Hanna-Barbera
- A Jetson család
- Addams Family
- Hong Kong Phooey
- Foxi Maxi
- Jabberjaw
- Scooby-Doo

## Fordítás
Ez a szócikk részben vagy egészben  az   Iwao Takamoto című angol Wikipédia-szócikk fordításán alapul.  Az eredeti cikk szerkesztőit annak laptörténete sorolja fel. Ez a jelzés csupán a megfogalmazás eredetét és a szerzői jogokat jelzi, nem szolgál a cikkben szereplő információk forrásmegjelöléseként.
1. 1 2  Francia Nemzeti Könyvtár: BnF-források (francia nyelven). (Hozzáférés: 2015. október 10.)
2. 1 2  Find a Grave (angol nyelven). Find a Grave . (Hozzáférés: 2017. október 9.)
3. 1 2  Lambiek Comiclopedia (angol nyelven). Lambiek, 1999. november 1. (Hozzáférés: 2017. október 9.)
4. 1 2 3  Who's Who in Animated Cartoon, Takamoto, Iwao
5. ↑  http://today.reuters.com/news/articlenews.aspx?type=entertainmentNews&storyid=2007-01-09T052341Z_01_N08423986_RTRUKOC_0_US-TAKAMOTO.xml
6. ↑  https://animationguild.org/in-memoriam/. (Hozzáférés: 2017. március 28.)
7. 1 2  Obituary: Iwao Takamoto, Scooby-Doo creator, dies, 2007. január 9. (Hozzáférés: 2018. július 6.)